# Spiritualitet
Spiritualitet kommer af det latinske ord "spiritus" (ånd, inspiration), og det betyder det samme som "åndelighed". Spiritualitet bruges som betegnelse for det at leve et åndeligt liv. I dag bruges begrebet spiritualitet også gerne til at betegne en form for åndelighed, der kan hvile på intuitive, bevidsthedsmæssige, eksistentielle eller religiøse erfaringer, som ikke er eller behøver være forbundet med religion.
Man har kendt til spirituelle praksiser og teorier siden oldtiden. De seneste årtier har spiritualitet fået en stor udbredelse i Vesten, og der findes i dag både religiøse, alternative, ateistiske, psykologiske og videnskabelige tilgange til spiritualitet. I dag er spiritualitet blevet mainstream i den vestlige kultur, og nogle af de mest udbredte tilgange er meditation og mindfulness, der ofte bruges til velvære og stressreduktion. Forskning fra Syddansk Universitet viser, at 82 procent af den danske befolkning har stærke åndelige behov.

## Forveksling med New Age
Spiritualitet og New Age-bevægelsen har nogle overlappende områder, men de er ikke det samme. Nogle udenforstående forveksler dog fejlagtigt begrebet `spiritualitet` med New Age, som var en diffus nyreligiøs bevægelse i det 20. århundrede defineret ved en astrologisk tro på, at menneskeheden vat på vej ind i vandmandens tidsalder. Spiritualitet er imidlertid langt mere mangfoldig end at blive associeret med en astrologisk tro, og den omfatter en bred vifte af perspektiver og praksisser, der kan udforske meditation, mindfulness, yoga, tro, bøn, mystik, myter, indre tilstande, sjælerejser og spiritualitet fra hele verden.
En stor del af de tilgange, der får mærkatet “New Age” i medierne og offentligheden, har ikke noget med New Age at gøre. Mange af dem er i stedet alt fra moderne dybdepsykologi og filosof til spirituelle praksisser, som har eksisteret i årtusinder og stammer fra forskellige kulturelle og religiøse traditioner.

## Definition
Spiritualitet betyder nogenlunde det samme som åndfuldhed eller åndelighed. Begrebet spiritualitet har vundet meget frem i de senere årtier, men der findes ikke nogen alment accepteret definition af, hvad ordet dækker over. En synsvinkel forbinder begrebet spiritualitet med organiseret eller ikke-organiseret religion, mens en anden synsvinkel modstiller de to begreber og mener, at spiritualitet og religion er to forskellige fænomener, der ikke har eller ikke behøver at have noget med hinanden at gøre . Den anden synsvinkel bekræftes af, at der også findes ateistiske, agnostiske, eksistentielle og filosofiske samt psykologiske tilgange til spiritualitet.

## Hovedretninger
Der findes forskellige spirituelle hovedretninger, hvoraf flere går tilbage til oldtiden

### Naturspiritualitet
Animisme og shamanisme er to beslægtede ældgamle spirituelle retninger, der begge er særligt kendetegnet ved at have et udpræget fokus på naturen. I både animisme og shamanisme ses naturen som en levende, bevidst og åndelig virkelighed, hvor alle naturlige fænomener, herunder dyr, planter, floder og bjerge, betragtes som havende ånd. På den baggrund fremmer både animisme og shamanisme en holdning til naturen og miljøet, som er præget af respekt, ansvar og omsorg. Det centrale element i shamanisme er sjælerejser, hvor den spirituelle praktiker - kaldet shamanen - rejser til andre verdener. Formålet er at kommunikere med naturånder, helbrede sygdomme eller hjælpe samfundet på andre måder. I Danmark findes Scandinavian Center for Shamanic Studies.
Økospiritualitet er en moderne tilgang til naturspiritualitet, der fokuserer på åndelige forbindelser til naturen og en forpligtelse på miljøbevidsthed. Denne tilgang anerkender naturens iboende værdi og søger at dyrke en dybere forbindelse til jorden og alt levende gennem åndelige praksisser og handlinger. Økospiritualitet opfordrer folk til at engagere sig i miljøaktivisme, hvilket både kan indebære at deltage i protester, støtte miljøorganisationer, deltage i frivilligt arbejde for naturbevarelse og drive oplysning om miljøspørgsmål.

### Hedensk spiritualitet
Hedensk spiritualitet er spirituelle tilgange, der stammer fra førkristne kulturer, og som ofte er knyttet til naturen og forskellige guder eller guddomme. Hedensk spiritualitet kan omfatte en bred vifte af forskellige tilgange som for eksempel wicca, hekseri, asatro og keltisk spiritualitet, der er blevet genopdaget i moderne tid. Det er vigtigt at bemærke, at hedensk spiritualitet er mangfoldig, og nogle hedenske tilgange er fokuserede på tro og ritualer, mens andre er mere psykologiske eller filosofiske.

### Kristen spiritualitet
Kristendommen har indeholdt spiritualitet siden sin grundlæggelse, og den optræder blandt andet hos apostlen Paulus. Hos de tidlige kirkefædre hænger teologi og spiritualitet også tæt sammen. Kristen spiritualitet handler blandt andet om tro, hengivenhed og vækkelse, og bøn er blandt de vigtige praksisser. I disse år ses flere forsøg på en videreførelse eller genoplivning af kristendommens spiritualitet, efter at den har været glemt især i Nordeuropa .
Det spirituelle perspektiv forefindes ikke mindst i den kristne filosofi hos blandt andre de to filosoffer Augustin og Thomas Aquinas, der begge lagde vægt på den dimension. Herunder skildrer Augustin i sin bog Bekendelser sin egen omvendelse, der fandt sted efter en vækkelse. Den kristne spiritualitet omfatter også mysticisme, som omhandler ikke-rationelle erfaringer. En af de mest kendte kristne mystikere var Hildegard af Bingen, der er blevet kaldt middelalderens mest betydningsfulde kvinde og ofte omtales som "den hellige Hildegard". Hun fik særlige visioner igennem hele sit liv, og 10. maj 2012 blev hun kåret som helgen, og 7. oktober samme år blev Hildegard desuden ophøjet til kirkelærer i den Romersk katolske kirke. Martin Luther afviste senere de katolske sjælepraksisser, men stod for en mere protestantisk spiritualitet omkring tro og hengivenhed.
I nyere tid udgav den danske spirituelle forfatter Aksel Haaning i 2011 bogen Den kristne mystik, hvor han gennemgår middelalderens mysticisme. Aksel Haaning viser i bogen, hvordan middelalderens kristne mystikere så deres praksis som en særlig form for spirituel praksis. Haaning er filosof og middelalderekspert, og han beskæftiger sig med spirituelle livssyn, især fra middelalderen. En anden kendt dansk forfatter, der har beskæftiget sig med kristen spiritualitet, er Lars Muhl. Han er en nutidig mystiker, hvis forfatterskab handler om aramæisk, samt kristen og jødisk mystik. Han har blandt andet skrevet flere bøger om den spirituelle tilgang til kristendommen.

### Østlig spiritualitet
Den østlige spiritualitet går tilbage til oldtiden og er meget praktisk. De senere år har oprindeligt spirituelle praksiser fra hinduismen og buddhismen vundet stor udbredelse i Vesten. Hinduismen og buddhismen er gamle indiske religioner og filosofier, der har et væsentligt spirituelt fokus. Den vestlige import gælder især meditation og yoga, hvor det religiøse indhold oftest fjernes. Den østlige spiritualitet har i de senere år fået en lige så stor rolle i Vesten som den kristne og jødiske spiritualitet, og østlig filosofi er i dag mere populær i Vesten end vestlig filosofi.
Internationalt har blandt andre Alan Watts, Thich Nhat Hanh, Dalai Lama og Sadhguru haft en vigtig betydning for udbredelsen af den østlige spiritualitet i Vesten. Den østlige spiritualitet vandt især frem i den vestlige verden gennem ungdomsoprøret, men er siden blevet en del af mainstream kulturen.
Meditation og yoga fra Indien er blevet meget populære i Danmark. Danskerne Svend Trier og Simon Krohn har begge skrevet bøger, der udfolder de spirituelle og filosofiske dimensioner i yoga. Herunder er Simon Krohn yogalærer og filosof, mens Svend Trier meditationslærer og forfatter, og han viser i bogen Yoga som spirituel praksis, at yoga ikke bare er gymnastik, men drejer sig om spiritualitet. Desuden har den danske idehistoriker Jes Bertelsen gennem mange år forsøgt at skabe en syntese mellem østlige og vestlige spirituelle belæringer og praksisser. Den syntese kommer til udtryk i flere bøger og er baseret på moderne psykologisk, filosofisk og videnskabelig tænkning. . Målet er at opnå den indre frihed og medmenneskelige samhørighedsfølelse.

### Humanistisk spiritualitet
Den humanistiske spiritualitet er en del af den humanistiske tradition i vestlig filosofi, litteratur og kunst. Den er overvejende sekulær og lægger vægt på, at spiritualitet er en vigtig del af det at være et menneske og have medmenneskelighed, og at ethvert menneske har ret til at have sin egen spiritualitet.
I nyere tid findes tilgangen blandt andet hos skønlitterære forfattere som Hermann Hesse og Aldous Huxley. Hesses mest kendte værker er Steppeulven, Siddharta og Glasperlespillet, der handler om individets søgen efter spiritualitet uden for samfundet. Aldous Huxleys bog Den evige filosofi fra 1945 er en undersøgelse af de centrale temaer, ideer og principper, som han mener er fælles for mange verdensreligioner og mystiske traditioner. Han er perennialist og hævder, at der er en "evig filosofi", som går på tværs af kulturelle og religiøse grænser og er baseret på den menneskelige søgen efter mening og transcendens.
Desuden findes den humanistiske spiritualitet også især inden for psykologi og psykoterapi. Her er en vigtig repræsentant den kendte amerikanske psykolog Abraham Maslow, der mente, at menneskets spirituelle behov var dets højeste former for behov. I sine senere udgaver af behovspyramiden placerede Maslow de spirituelle behov for transcendens øverst. Tilgangen inspirerede blandt andet Stanislav Grof og transpersonlig psykologi, og i Danmark psykologer og psykoterapeuter som Niels Bagge og Ole Vadum Dahl. Niels Bagge er en af de danske psykologer, som har været med til at udbrede Holotropic Breathwork (Holotropi), som er en metode til spirituel udvikling.

### Filosofisk spiritualitet
Filosofisk spiritualitet er en tilgang til spiritualitet, der ikke nødvendigvis er knyttet til en bestemt religiøs doktrin, men i stedet fokuserer på spirituelle filosofiske ideer eller praksisser. Filosofisk spiritualitet kan omfatte udforskning af store filosofiske traditioner som østlig filosofi eller andre filosofiske tilgange, der undersøger spørgsmål om bevidsthed, moral og menneskets forhold til universet. Mennesker, der identificerer sig med filosofisk spiritualitet, søger ofte dyb forståelse af livets betydning og værdier uden nødvendigvis at følge en bestemt religiøs praksis. Den filosofiske spiritualitet går tilbage til antikken og findes blandt andet i stoicismen, som fokuserede på at opnå et godt liv gennem selvindsigt.
Der findes også en nyere filosofisk spiritualitet, der fokuserer på at opnå et mere sandt og smukt liv. Denne forståelse findes blandt andet hos den franske filosofihistoriker Pierre Hadot og den franske filosof og idehistoriker Michel Foucault. Pierre Hadot understregede, at for gamle filosoffer var filosofien en praktisk og transformerende livsform. Spiritualitet henviste i denne sammenhæng til de filosofiske praksisser og holdninger, der sigtede mod personlig etisk udvikling. Michel Foucault var på tilsvarende vis optaget af at forstå visse former for spirituel praksis som etisk selvdannelse. For Foucault var det gennem en særlig selvomsorg, han forstod som spirituel, man kunne blive fri og få et godt liv.
I Danmark findes en mere dybdegående tilgang hos filosoffen Anders Dræby, der viser, hvordan man kan opnå en åndelige opvågnen. Det gør man ved, at man bliver mere bevidst om sig selv og sit liv og sin død . Han står for en form for moderne traditionalisme, der hverken er New Age eller akademisk, men som søger at genopdage og forny gamle traditioner og praksis. Visdom er den dybere indsigt i livet, der kan hjælpe en til at vågne op og dermed blive forbundet til sit indre selv, så man kan finde meningen og formålet med sit liv.

### Ateistisk spiritualitet
Der findes også internationalt en tilgang til den moderne spiritualitet, som er eksplicit ateistisk. Den ateistiske spiritualitet lægger ofte vægt på bevidsthed og personlig vækst og kan være knyttet til meditation og kontemplation eller være forbundet med kunst, filosofi og natur. Den moderne ateistiske spiritualitet findes blandt andre hos nutidige forfattere som Steve Antinoffs, Mark Guras og den amerikanske forfatter Sam Harris, der har en doktorgrad i neurovidenskab. En anden vigtig repræsentant for den spirituelle ateisme er den franske filosof André Comte-Sponville, der har skrevet flere bøger omkring ateistisk spiritualitet . 
Den spirituelle ateisme er ikke knyttet til nogen religion, men afviser det overnaturlige og baserer sig gerne på empirisk videnskab. Den spirituelle ateisme findes hos flere videnskabsfolk og forskere som Albert Einstein, og ifølge en undersøgelse er 20% af ateistiske eliteforskere spirituelle. Tilgangen kan muligvis spores tilbage til de tyske filosoffer Friedrich Nietzsche og Arthur Schopenhauer. Andre, som forskeren Teemu Taira fra universitetet i Helsinki, påpeger, at den spirituelle ateisme er vokset ud af strømningen New Atheism.

## Områder i moderne spiritualitet
Spiritualitet har vundet meget frem over hele den vestlige verden de seneste årtier. Der findes i dag mange forskellige tilgange til spiritualitet, hvoraf nogle er religiøse, mens andre er ateistiske, filosofiske eller udtryk for en individuel indgangsvinkel til åndelig søgen. Den spirituelle opblomstring er således mangfoldig, og mange tilgange har ikke andet til fælles end interessen for en form for åndelighed, der ofte defineres forskelligt. Flere tilgange er ligefrem direkte uenige med hinanden, for eksempel religiøse og ateistiske tilgange.

### Folkekirke, højskolebevægelsen og teologi
Genopdagelsen af den kristne spiritualitet findes blandt andet inden for dele af den danske folkekirke, hvilket blandt andet afspejler sig i en interesse for kristen meditation eller bøn.. Stadig flere af folkekirkens medlemmer tager spiritualiteten til sig, og mange er særligt interesserede i kristen spiritualitet, hvor man kan supplere et almindeligt liv med åndelige praksisser. Ifølge nogle forskere er den nye spiritualitet ikke en konkurrent til folkekirkens kristendom, da medlemmerne blander de to former.
Den samme genopdagelse gælder inden for den grundtvigianske folkehøjskole, hvor nogle forsøger at genoplive den spirituelle dimension i N.F.S. Grundtvigs tanker. Desuden har flere teologier taget spiritualiteten til sig, og nogle har blandt andet beskæftiget sig med, at religiøse og metafysiske erfaringer kan give kendskab til noget større og mere omfattende.

### Psykologi og psykoterapi
Noget af den moderne spiritualitet er psykologi eller psykoterapi, der tradtionelt ikke beskæftiger sig med spiritualitet. Det spirituelle strækker sig meget bredt, blandt andet fra dele af den kognitive terapi til den transpersonlige psykologi. Den spirituelle psykologi går historisk tilbage til den amerikanske psykolog William James (1842-1910), der viste, at man kunne undersøge religiøse erfaringer videnskabeligt. .
En kendt kognitiv tilgang er mindfulness, som er en spirituel praksis, hvor man træner opmærksomheden. Internationalt har især den amerikanske læge Jon Kabat-Zinn markeret sig med en videnskabelig underbygning af mindfulness. Hans tilgang kaldes også MBSR (mindfullness baseret stress reduktion), og flere af hans bøger er blevet oversat til dansk. En anden del er den humanistiske psykologi og psykoterapi. Det spirituelle fik her en stor betydning hos Abraham Maslow, og en vigtig senere repræsentant var Stanislav Grof. En tredje del er dybdepsykologien, der blev udviklet af Carl Gustav Jung og har fokus på det kollektivt ubevidste. Her er det spirituelle integreret i psykoterapien. En fjerde del er inden for den eksistentielle terapi, hvor der især fokuseres på værdier og mening, som især findes hos den østrigske læge Viktor Frankl og den engelske filosof Emmy Van Deurzen .
I Danmark har den spirituelle psykoterapi og den spirituelle psykologi blandt andet været repræsenteret af idehistorikeren Jes Bertelsen, der grundlagde Vækstcentret i Nørre Snede. Bertelsen har forsøgt at undersøge sindets natur ved at integrere østlig og vestlig psykologi. I de senere år har Bertelsen især haft fokus på meditationstræning. En anden central figur er Ole Vedfelt, der har beskæftiget sig med bevidsthed og drømme. Han er uddannet jungiansk analytiker, og hans egen tilgang kaldes kybernetisk psykologi. Desuden kan nævnes Finn Nordentoft og filosoffen Aksel Haaning, der begge har skrevet om dybdepsykologi . Der bliver stadig flere andre danske psykoterapeuter og psykologer, som Hanne Frøyr og Lianne Ervolder, der beskæftiger sig med spiritualitet. 

### Det alternative og New Age
En del af det spirituelle kaldes det alternative, fordi det både går ud over de konventionelle religioner, den etablerede lægevidenskab og den etablerede naturvidenskab. Det alternative er ikke en bestemt bevægelse, men en lang række forskelligartede grupper og retninger, og det omfatter alt fra økologi, holisme og veganisme til homøopati, biorytmer, auralæsning, astrologi, tarotkort, krystaller, tro på reinkarnation og zoneterapi.
I slutningen af det 20. århundrede bestod en stor del af det alternative dog af New Age-bevægelsen, der bygger på en tro på vandmandens kommende tidsalder. Sommetider forveksles begrebet New Age med spiritualitet i almindelighed, men det var en særlig bevægelse, som var inspireret af østlig religion og astrologi og defineret ved en tro på en ny tidsalder med kærlighed og fremskridt. Ofte bliver visse praksisser, teorier eller bevægelser fejlagtigt mærket som New Age, selv om de faktisk ikke passer ind i definitionen af bevægelsen. I det 21. århundrede anvendes betegnelsen New Age stort set ikke længere, og bevægelsen er næsten forsvundet og blevet erstattet af mere individualistiske syn på det alternative, der ikke sætter deres lid til en utopi om en fuldkommen harmonisk tidsalder.

### Selvudvikling og selvhjælp
En anden stor del af den nye spiritualitet har været rettet mod selvudvikling eller selvhjælp. Et område inden for denne genre er spirituelle selvhjælpsbøger. Den mest kendte forfatter på området er tyskeren Eckhart Tolle. I midten af 2011 toppede Tolle således den amerikanske bestesellerliste med 3,4 millioner solgte eksemplarer af bogen New Earth. Tolles tilgang er ikke religiøs eller overtroisk, men har især fokus på at leve i nuet, og mange af hans bøger er oversat til dansk, for eksempel Nuets kraft og Lev i nuets kraft.
Et andet område inden for genren er spirituelle selvhjælpsgrupper som de såkaldte tolvtrins-fællesskaber. Anonyme Alkoholikere, Anonyme Narkomaner og andre beslægtede grupper bygger således på spirituelle og filosofiske principper, der skal hjælpe alkoholikere, narkomaner og andre til at komme sig over deres misbrug.

### Æstetik og kunst
En del af den moderne æstetik og kunst er spirituelt orienteret, ligesom at meget tidligere kunst gåhar haft en spirituel eller religiøs funktion. Mange moderne vestlige kunstnere har haft spirituel tilgang til billedkunst, musik, skulptur og film, som blandt andre Paulo Coelho, Piet Mondrian og Vasily Kandinsky og i Danmark Peter Høeg og Sonja Ferlov. Desuden findes inspirationen i populærkultur hos alt fra The Beatles og The Doors til Kanye West. Kunsten bruges her især til at udtrykke spiritualitet og spirituelle erfaringer, der ikke kan udtrykkes på andre måder eller ikke lige så godt. Flere æstetikteoretikere og filosoffer har haft en lignende tilgang, som danskeren Dorte Jørgensen, der ser en vigtig sammenhæng mellem erfaring af skønhed og guddommelighed. Hun har flere steder skrevet indgående om erfaringer af skønhed og guddommelighed.

### Pædagogik og uddannelse
Moderne spirituel pædagogik og uddannelse henviser til moderne tilgange til at fremme åndelig vækst og udvikling inden for rammerne af formelle og uformelle uddannelsesmiljøer. Disse tilgange sigter mod at integrere spiritualitet i den pædagogiske praksis, så de kan fremme personlig vækst, etiske værdier og en følelse af formål. I Danmark findes en udpræget spirituel pædagogik hos idehistorikeren Jes Bertelsen, der varetager en sådan spirituel undervisning på Vækstcentret. Pædagogikken er her inspireret af den tibetanske buddhisme og ser på træning af bevidsthed. Bertelsen er således fokuseret på udviklingen af en pædagogik, som retter sig mod menneskets højeste potentialer.

### Politik og samfund
Spirituel politik refererer til politisk perspektiver og bevægelser, der integrerer spiritualitet i politik og regeringsførelse ved at behandle politiske og samfundsmæssige spørgsmål ud fra spiritualitet, etik og moralske værdier. Spirituel politik er ikke forbundet med nogen specifik religion, men omfatter snarere en række spirituelle og filosofiske overbevisninger. Ifølge en amerikansk undersøgelse er spirituelle mennesker mere tilbøjelige til at engagere sig i politik, fællesskab og samfund end resten af befolkningen.
Der er vokset flere spirituelle tilgange frem til politik, som ofte fokuserer på menneskets enhed og evne til at leve sammen med naturen. Dette findes perspektiv blandt andet hos David Wallace-Wells, Elizabeth Kolbert og Robin Wall Kimmerer og anerkender vigtigheden af socialt og miljømæssigt ansvar. Dette perspektiv går ind for politik, der prioriterer både menneskers og klodens velfærd under hensyntagen til de langsigtede konsekvenser af politiske beslutninger. En anden form for tilgang fandtes blandt andet hos filosoffen Michel Foucault, der talte om spirituel politik som en form for overskridelse eller ændring af det bestående.

### Køn
Noget af den moderne spiritualitet tager udgangspunkt i køn: Noget af den form for spiritualitet ser på relationen mellem det feminine og maskuline. Denne del fokuserer især på at forøge balancen imellem det maskuline og feminine. Det perspektiv findes blandt andet hos Carl Gustav Jung, der mener, at ethvert individ må forene de maskuline og feminine poler i sig. En mand må således integrere sin egen feminine anima, mens en kvinde må integrere sin maskuline animus. Martinus mener på lignende vis, at menneskets opgave er at blive et dobbeltpolet væsen med både maskulint og feminint. Han mener, denne udvikling vil præge menneskeheden i nutiden, hvilket i en overgang kan give anledning til ulykkelige ægteskaber og kønskonflikter.
En del er knyttet til en forståelse af feminin spiritualitet. Der er et stærkt voksende fokus på kvindelig spiritualitet, og California Institute of Integral Studies har et ph.d.-program for filosofi og religion på området. Den voksende interesse kan ses i sammenhæng med, at kvinder statistisk set er væsentligt mere interesserede i spiritualitet en mænd. Den feminine spiritualitet omhandler blandt andet moderskabets kraft, det mystiske element i det kvindelige, kvindelig frugtbarhed og menstruationscyklussen. Blandt kendte forfattere er Edith Stein, Karen Tate, og Marion Woodman, og i Danmark har Majbritte Ulrikkeholm skrevet bogen Gudindens genkomst
En tredje del af den moderne spiritualitet er knyttet til en forståelse af maskulin spiritualitet. I den vestlige verden går traditionen for maskulin spiritualitet ikke mindst tilbage til jødedommen, hvor det maskuline spillede en særlig rolle. I det 21. århundrede udkommer der stadig flere bøger om maskulin spiritualitet som for eksempel Matthew Fox’s bog The Hidden Spirituality of Men, der fokuserer på at vække og bruge det hellige maskuline. En vigtig nyere repræsentant for spirituel forståelse af det maskuline er psykologen Jordan Peterson, der har fokus på at hjælpe mænd til at genopdage deres maskulinitet.

## Særlige moderne teorier og bevægelser

### Dybdepsykologi
En vigtig teori stammer fra Carl Gustav Jung, der udviklede en teori om det kollektivt ubevidste. Ud over det personlige ubevidste - er et fælles, evolutionært nedarvet psykisk system, der indeholder grundformer for psyken, handlinger og oplevelser. Disse grundformer kaldte Jung arketyper. Centralt for hans syn på personligheden er, at personlig udvikling nås gennem dybere kontakt med det kollektive ubevidste. Den jungianske dybdepsykologi og psykoterapi ser i høj grad det spirituelle som en del af psyken. I Danmark har tilgangen haft en vis udbredelse og har blandt andet påvirket Ole Vedfelt, Jes Bertelsen og Aksel Haaning.

### Transpersonlig psykologi og psykosyntese
Transpersonlig psykologi er en psykologisk skole, der integrerer de spirituelle og transcendente aspekter af den menneskelige oplevelse i den moderne psykologi. Det transpersonlige bliver defineret som "oplevelser, hvor følelsen af identitet eller selv strækker sig ud over det individuelle eller personlige til at omfatte bredere aspekter af menneskeheden, livet, psyken eller kosmos". Tilgangen blev især udbredt af Stanislav Grof og findes i Danmark hos flere psykologer og psykoterapeuter.
Hertil er psykosyntese en terapiform og alternativ psykologisk teori med hovedvægt på en spirituel tilgang til mennesket. Psykosyntesen blev udviklet af den italienske psykiater Roberto Assagioli i starten af 1900-tallet,

### Eksistentiel spiritualitet
En del af den moderne spiritualitet er meget eksistensterapeutisk eller eksistensfilosofisk og handler om den enkeltes søgen efter mening i hverdagen. Denne forståelse går tilbage til Søren Kierkegaard og findes blandt andet hos den østrigske filosof og psykiater Viktor Frankl, den schweiziske psykiater Ludwig Binswanger, den amerikanske psykoterapeut Louis Hoffmann, den engelske psykolog Emmy Van Deurzen  Eksistentiel terapi er dog ikke en decideret spirituel psykoterapi, men indeholder et fokus på livets spirituelle dimension og livsmeningen.

### Teosofi
Teosofien blev grundlagt i det 19. århundrede af Helene Petrovna Blavatsky som en esoterisk lære, der blandt andet beskæftiger sig med en række parapsykologiske fænomener, såsom clairvoyance, telekinese og astrallegemer. Teosofisk baserer sig i høj grad på en kobling af kristen og østlig spiritualitet. En anden vigtig repræsentant er Alice Bailey, der fornyede teosofien. Hun havde et omfattende forfatterskab, der blandt andet så på undervisning. Teosofien havde sin største udbredelse i det 20. århundrede, men findes stadig i den vestlige verden og benytter sig blandt andet af meditative praksisser.

### Antroposofi
Rudolf Steiner brød med teosofien og grundlagde antroposofien, der lagde vægt på åndelig erkendelse. Antroposofi er ikke en religion, men en filosofi, der søger at forstå menneskehedens og verdens åndelige natur. Den har det formål at integrere åndelig indsigt med praktiske aspekter af livet, herunder uddannelse, landbrug, medicin og kunst. Som et praktisk resultat af antroposofien opstod i 1919 Waldorfskolerne, der nu findes spredt over hele verden. Steiners tilgang har i det hele taget haft en stor udbredelse i den vestlige verden og herunder i Danmark.

### Martinus` kosmologi
I Danmark sås en anden tendens i Martinus´ kosmologi. Begrebet "åndsvidenskab" brugtes her som en videnskabelig og logisk tilgang til menneskets åndelige liv, en sammenhængende forståelse af menneskets liv, verden og naturen. Nogle hovedpunkter i hans lære er, at alle levende væsener er under udvikling fra lave mod høje former for tilværelse, at Gud er nærværende i alt og alle, og at mørke og lidelse kun er camoufleret kærlighed. For Martinus hænger åndsvidenskab og naturvidenskab tæt sammen.
Martinus har blandt andet inspireret filosoffen Nikolaj Pilgaard Petersen, der har skrevet PhD-afhandling samt flere bøger og artikler med det afsæt. En anden er Alex Riel, der har en mere egentlig nyspirituel synsvinkel og lægger vægt på bevidsthed. Filosoffen Riel ser mennesket som del af kosmos, der kan finde mening.

### New Age bevægelsen
Især i slutningen af det 20. århundrede bestod en del af det alternative af New Age, der var en bredtfavnende betegnelse for en række beslægtede tilgange til spiritualitet, som mente, at en ny harmonisk tidsalder med kærlighed, lys og velvære var på vej. Betegnelsen blev lanceret af Alice Bailey i 1932, og bevægelsen begyndte for alvor at brede sig med musicalen Hair og sangen Aquarius fra 1967. New age bevægelsen blev stor i 1970`erne og 1980`erne og omfattede forskellige grupper, individer og strømninger. Nogle mennesker forveksler begrebet New Age med spiritualitet i almindelighed, men det var en specifik form for spiritualitet, som var kendetegnet ved inspiration fra astrologi og østlig religion samt en tro på vandmandens tidsalder. Bevægelsen var også præget af en tro på, at der findes en kosmisk guddommelighed, der blandt andet manifesterede sig som "energier". Den var tillige fokuseret på, at mennesket kunne udfolde sin åndelighed via bestemte meditationsteknikker og en særlig opmærksomhed. I Danmark havde New Age bevægelsen blandt andet samlet sig om tidsskriftet Nyt Aspekt.

### Spiritisme og spiritualisme
Spiritisme og spiritualisme er to beslægtede filosofiske tilgange, der fokuserer på evnen til at kommunikere med afdøde. Herunder er spiritismen læren om, at det er muligt af at opnå kontakt med de afdøde gennem medier og spiritistiske cirkler. Spiritismen adskiller sig fra spiritualismen ved at have en tro på reinkarnation.
Spiritualismen betragter sig selv som en filosofi, der især kan føres tilbage til den svenske filosof Emmanuel Swedenborg. En af grundtankerne er, at der er et liv efter døden og en Gud. Gennem medier kan den afdødes ånd kontaktes efter døden.

### Spirituel feminisme
Spirituel feminisme er en filosofisk og social bevægelse, der kombinerer spiritualitet og feminisme. Den spirituelle feminisme opstod allerede i 1970'erne og omfatter således forestillinger om, at feminisme og kvindefrigørelse skal være spirituel. Spirituelle feminister udfordrer i den forbindelse først og fremmest traditionelle patriarkalske strukturer, der har marginaliseret kvinder i religiøse og spirituelle sammenhænge. Nogle af de vigtigste spirituelle feministiske filosoffer er Edith Stein, Fatima Mernessi og Simone Weil.
Nogle spirituelle feminister understreger vigtigheden af det guddommelige feminine, ofte i modsætning til mandsdominerede fortolkninger af det guddommelige. I visse tilfælde involverer spirituel feminisme tilbedelse af gudindefigurer som en måde at fremme kvindelig guddommelighed og empowerment.

### Spirituel maskulinisme
Spiritualitet vandt desuden indpas i den moderne maskulinisme fra 1970’erne og 1980’erne. Den amerikanske mythopoetiske mandebevægelse var en af de vigtigste tidlige strømninger, der især tog udgangspunkt i jungiansk teori. Ifølge bevægelsen var den maskuline identitet gået tabt med det feminiserede samfund, og moderne mænd havde derfor brug for at genfinde deres spirituelle maskulinitet. I det 21. århundrede bliver det stadig mere almindeligt at lægge vægt på, at kampen for mænds rettigheder og frigørelse også må være spirituel.

### Åndsfilosofi og -videnskab
Åndsfilosofi er et centralt begreb i Georg Wilhelm Friedrich Hegels filosofi, en fremtrædende skikkelse i tysk idealisme. Hegels åndsfilosofi beskæftiger sig med studiet af menneskets ånd, som den udfolder sig og udvikler sig over tid. Filosofien udforsker naturen af menneskelig bevidsthed og samspillet mellem individuel og kollektiv bevidsthed. Hegel mente, at menneskets historie er udfoldelsen af Verdensånden (Weltgeist) eller den Absolutte Ånd (absoluter Geist) gennem forskellige stadier, herunder de antikke, middelalderlige og moderne perioder. Hegel identificerer det Absolutte som Gud, som er den højeste form for virkelighed og bevidsthed, der både omfatter individuelle menneskelige ånder og samfundets og historiens kollektive ånd. Hegel mener, at filosofien må omfatte en åndsvidenskab, som beskæftiget sig med studiet af ånden i dens forskellige manifestationer, herunder individuel bevidsthed, kultur, kunst, etik, religion og historie.
Hegels ideer om åndsfilosofi og -videnskab fik en stor betydning for eftertidens tyske filosofi og påvirkede ikke alene videreudviklingen af den tyske idealisme. Hegels åndsfilosofi påvirkede også andre forskellige filosoffer som den tyske teolog og filosof Wilhelm Ditlhey. og filosoffen Rudolf Steiner, der også var påvirket af Johann Wolfgang von Goethe.

## Forskning, videnskab og sundhedsvæsen

### Empirisk videnskabelig forskning
De senere år er der bedrevet en stigende mængde empirisk forskning om spiritualitet. Der er både tale om kvalitativ og kvantitativ forskning, for eksempel neurovidenskabelig forskning. . I bogen Neuroscience, Consciousness and Spirituality viste en række internationale forskere, hvordan det er muligt at undersøge spiritualitet med udgangspunkt i den naturvidenskabelige hjerneforskning. Ligeledes viser den britiske hjerneforsker og professor i psykiatri Digby Tantam i bogen The Interbrain: Embodied Connections Versus Common Knowledge fra 2018, at nogle af de spirituelle traditioners grundantagelser kan bekræftes af hjerneforskningen. Stadig flere naturvidenskabsmænd fremhæver da også, at spiritualitet og naturvidenskab kan integreres. Den nyere empiriske forskning omfatter blandt andet spiritualitetens rolle for konventionel sundhed, sygepleje og sygdomsbehandling, samt for forståelsen af intuition. Der findes desuden flere videnskabelige studier, der påviser den empiriske evidens for effekten af metoder som meditation og mindfullness.

### Spiritualitet i lægevidenskaben og det konventionelle sundhedsvæsen
De senere år er der opstået en stigende interesse for spiritualitet inden for den etablerede lægevidenskab og det konventionelle sundhedsvæsen. Der findes ikke alene et voksende spirituelt netværk for læger i sundhedsvæsenet i Danmark, der hedder SOL. De mere moderate spirituelle praksiser som mindfulness har også fået en stigende indflydelse i det danske sundhedsvæsen. Der bruges således mindfulness i den offentlige psykiatri, ligesom Bedre Psykiatri og Psykiatrifonden anbefaler metoden. Mange danskere får desuden henvisning til mindfullness-behandling for stress og andet gennem sygesikringen.

## Udbredelse
Undersøgelser viser, at spiritualiteten vokser over hele den vestlige verden.
En undersøgelse af den amerikanske befolkning fra 2017 viste, at andelen af befolkningen, der er spirituelle, er markant voksende: 27% opfattede sig som spirituelle, men ikke som religiøse, 48% opfattede sig både som spirituelle og religiøse, 6% som kun religiøse, og 19% som hverken var spirituelle eller religiøse. Ifølge en amerikanske undersøgelse fra 2014, tror 80% af den amerikanske befolkning på liv efter døden. 
En dansk undersøgelse fra 2013 viste, at befolkningen ikke er blevet mere sekulære over de sidste 30-40 år, men at spiritualiteten vokser, mens kristendommen går tilbage: Op mod 70% af danskerne er enten religiøse eller spirituelle, 20-25% har ikke taget endelig stilling, mens 5-10% af befolkningen er ateister. Ifølge den danske værdiundersøgelse fra 2017, tror 39% af den danske befolkning, at der findes liv efter døden.
Disse undersøgelser bekræfter teorier om det postsekulære samfund, hvor sekulariseringen er vendt.

## Kritik
For nogle årtier siden eksisterede der en forholdsvis bred kritik af det alternative og New Age. I dag er New Age svundet ind, og eftersom den nyere spiritualitet omfatter alt fra religiøse til ateistiske og naturvidenskabelige tilgange, findes der ingen udpræget eller samlet kritik af den moderne spiritualitet. Adskillige medier og forskere har beskrevet, hvordan spiritualitet er blevet mainstream og almindeligt acceptabelt i det 21. århundrede. Dog har især den konservative religion flere steder vendt sig imod den spirituelle opblomstring, som den opfatter som en trussel mod traditionel religion.
Psykologisk videnskab kan desuden vise, at kritik af spiritualitet for nogle kan have rod i psykologiske forsvarsmekanismer. Således kan mennesker, der ubevidst er bange for det ukendte eller anderledes eller for at miste kontrol, være tilbøjelige til at udvikle fordomme eller modstand over for spiritualitet. I forskningslitteraturen kaldes det modsatte af denne frygt gerne for spirituel åbenhed.